# Vestiges archéologiques de Poitiers
Comme beaucoup de villes anciennes, le sous-sol de Poitiers recèle de nombreux vestiges des différentes périodes de son histoire.
Cette page recense et décrit ce que les différentes fouilles archéologiques ont mis au jour, et qui n'est plus observable.

## Antiquité

### ZAC de Saint-Éloi

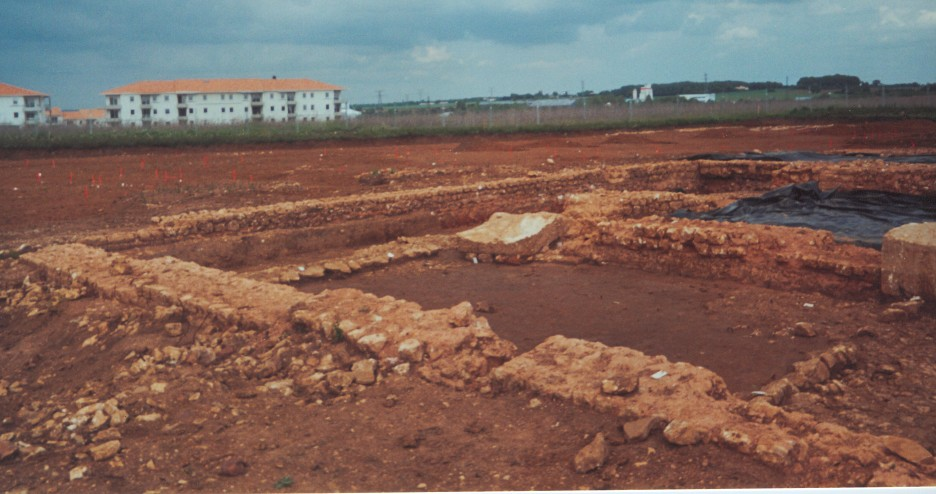
Fondations du deuxième temple : on distingue au premier plan l'enceinte extérieure, au second le mur de la cella, avec deux bases de piliers (dont la hauteur a été divisée par deux)

Un complexe cultuel se trouvait à l'emplacement la ZAC de Saint-Éloi, sur le plateau à l'est de la ville de Poitiers. Ils ont été mis au jour lors de fouilles de sauvetage avant un chantier d'extension de la ZAC, à l'est du groupe scolaire Pablo Neruda. C'est l'INRAP qui a mené les fouilles archéologiques.

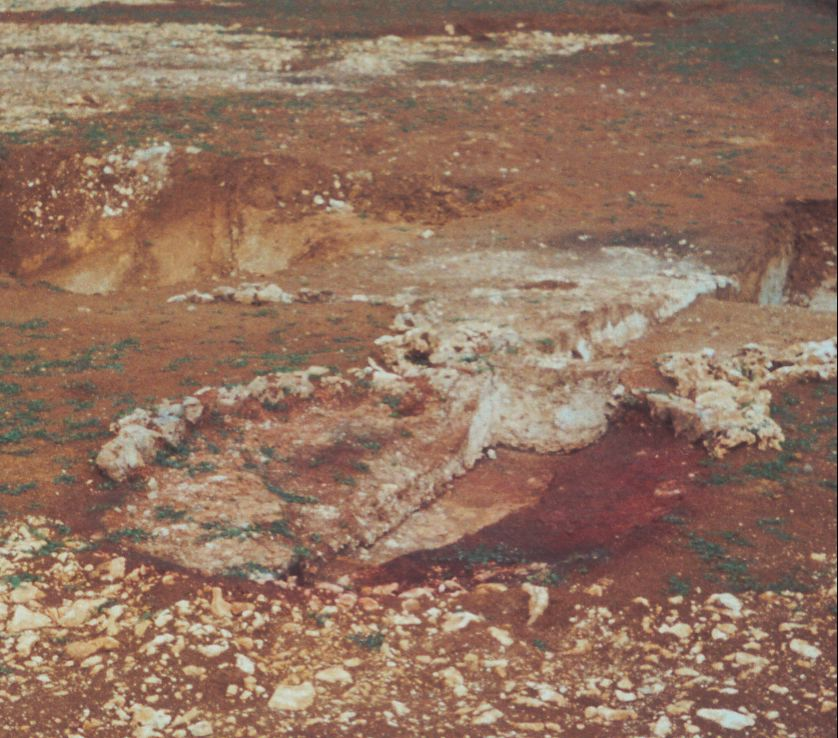
four à chaux

Les fouilles ont débuté à la mi-février 2005, pour un chantier initial de deux mois, les premiers sondages ayant laissé penser à une simple villa. Le site s'étant avéré plus intéressant que prévu, les fouilles ont été prolongées d'un mois (fin du chantier prévu à la fin du mois de mai). Elles sont dirigées par David Brunie.
À l'ouest de la parcelle, se trouvait un enclos gaulois, recoupé par les fondations d'un bâtiment plus tardif. Ce bâtiment est construit à deux époques distinctes, les murs de l'une étant construit en appareillage régulier, et ceux de l'autre en moellons irréguliers. Leurs fonctions respectives n'ont pas été déterminées.
À l'est de la parcelle, se trouvent deux temples, dont on s'explique pour l'instant mal l'emplacement, à l'écart de l'agglomération antique de Poitiers (Lemonum). Le plus ancien et le plus petit (environ 100 m2) est du type fanum, à cella carrée entourée d'une galerie de circulation. Deux états au moins s'y sont succédé, à partir du Ier siècle. 
À l'est de ce premier temple, un second, plus vaste (450 m2) et plus monumental, est d'époque gallo-romaine (le mortier utilisé étant rose, à la différence de celui du premier temple, blanc). Il était pourvu de colonnes (six en façade, au moins six autour de la cella), d'un escalier, d'un pronaos, et d'une galerie faisant le tour sur trois faces de la cella. Ses fondations sont très profondes, jusqu'à 2,10 mètres sous les niveaux de circulation.
La datation du site est encore incertaine : le premier temple daterait de la fin de l'Indépendance, les autres états du site se situant sous les dynasties julio-claudiennes, des Antonins et des Sévères.
Le site a également livré de nombreuses structures excavées, silos, fosses, et un puits empierré au sommet. Trois sépultures en pleine terre ont également été retrouvées, dont une contenant trois femmes.